# Crye Precision
Crye Precision（無譯名，常用略稱為CP）是一家位於美國紐約布魯克林造船廠的戰術服裝及裝備生產商，並研發了MultiCam系列迷彩。

## 歷史

Caleb Crye和Gregg Thompson原先成立的Crye Associates的商標，Crye Associates現成為Crye Precision設計團隊的一部分

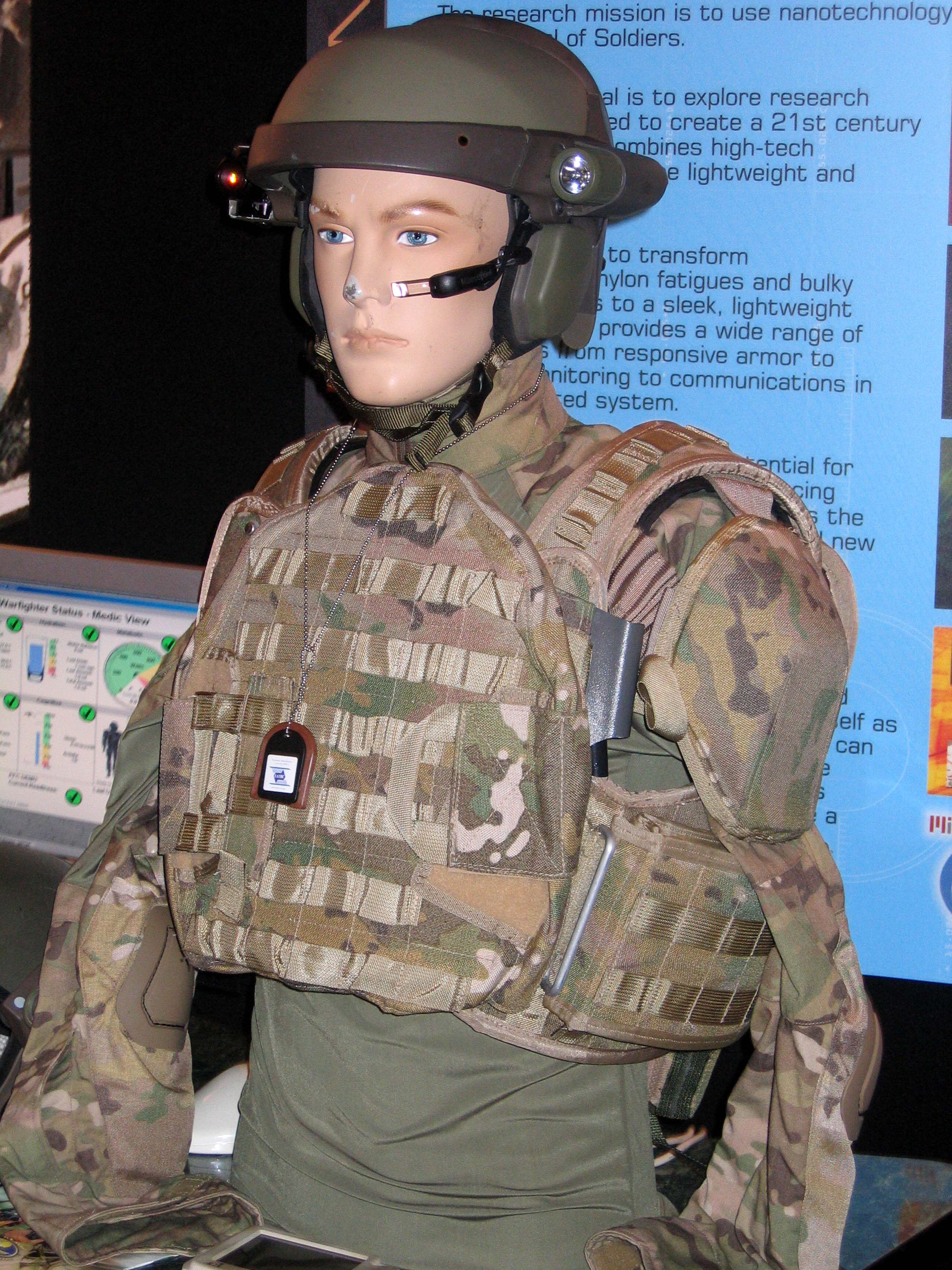
展示未來戰士系統上半身裝備的假人，可見當中的整合式頭盔

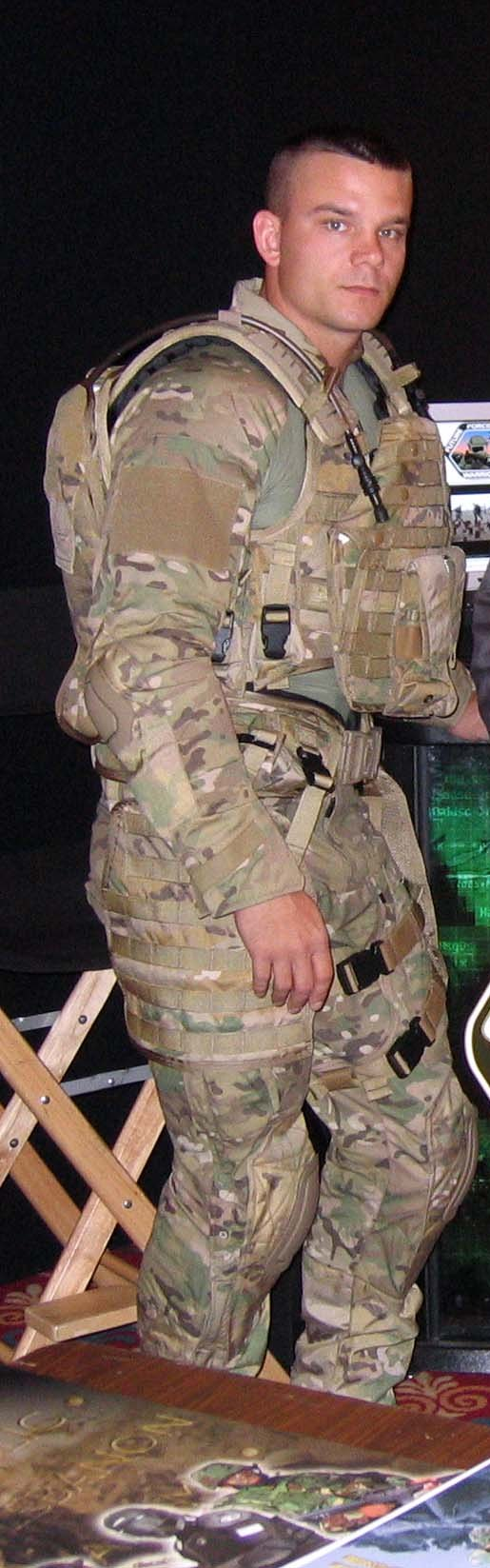
2004年的展示的未來戰士作戰套裝。可見當中的G1戰鬥服、插入式關節護具及裝甲機架組

Caleb Crye和Gregg Thompson在2000年時於雀兒喜市場上方的工作室成立了Crye Associates。起初公司只是兩人業餘時間中的冒險，並設計了新款的便攜迫擊砲彈道計算機。
Crye和Thompson馬上領會到此非獲得軍方合同的方法，因此在勝出未來戰士（英語：Future Force Warrior）後改為專注於個人裝備的研發，設計了一個整合了通訊、攝影機、眼部防護及核生化防護的頭盔，並成立了Crye Precision。在研發期間發生了九一一襲擊事件，因此美軍對個人裝備的需求大幅增加。
由於特種部隊有著十分現實的需求，而且可以直接提供產品回饋，因此Crye Precision逐漸傾向特種部隊裝備的研發。但當時Crye Precision並不是生產商，無法滿足大量需求，因此Crye Precision決定在研發的同時踏進生產的領域。
2002年，Crye Precision搬遷到布魯克林造船廠。
2004年，Crye Precision將用於參與美國陸軍評選的天蠍迷彩經細部修改後，命名為MultiCam並商業化，同時與Eagle Industries簽訂合約讓其獨家生產使用MultiCam的裝備。
2005至2006年間，美國陸軍將MultiCam與2004年6月採用的通用迷彩（UCP）作對比，結果MultiCam在全部環境的偽裝效果皆高於UCP，但美國陸軍並未因此而棄用UCP。
由於UCP極不有效，因此美國陸軍特種部隊在2006年獨立地改用MultiCam。後來在2009年，經過士兵大量投訴UCP無效，國會下令陸軍改善，並在測試16種迷彩後MultiCam被評為最優。同時，MultiCam亦在英國陸軍的測試中被評為最優，因此英國陸軍將改用基於MultiCam，同樣由Crye Precision設計的多地形圖樣（英語：Multi-Terrain Pattern，簡稱MTP）。
2010年，美國陸軍再次進行迷彩評測，MultiCam再次被評為最優。因此在持久自由行動期間作為臨時措施，陸軍改為配發MultiCam裝備，並將其命名為持久自由行動迷彩圖樣（英語：Operation Enduring Freedom Camouflage Pattern，簡稱OEF-CP）。
同時在2010年，澳洲亦延長了特種部隊在阿富汗的MultiCam測試，並在2011年宣佈Crye Precision將為澳洲設計新的迷彩，亦即後來的澳洲多地形迷彩（英語：Australian MultiCam Camouflage，簡稱AMC）。2011年5月，Crye Precision與澳洲簽訂合約，以470萬美元獲得戰鬥服生產授權，並以310萬美元為澳洲多地形迷彩研發費。
2011年，美國陸軍決定採用一系列迷彩，Crye Precision亦提交了基於MultiCam，加入了乾地迷彩及熱帶迷彩的迷彩系列，並再一次被評為最優。
儘管MultiCam在多次評測中皆為最佳，美國陸軍認為MultiCam的價格太高，並要求Crye Precision大幅節省成本。期間，美國陸軍在2013年宣佈MultiCam將成為陸軍的主要迷彩圖樣。Crye Precision亦向美國陸軍提出裝備價格變動可控制在UCP裝備的1%內，但陸軍否決了Crye Precision的提案。而根據Military.com報導，美國陸軍一直不正式採用MultiCam是因為陸軍不想向Crye Precision支付2480萬美元的版權使用費。
2013年末，Crye Precision推出了MultiCam的旱地（Arid）、熱帶（Tropic）、高山（Alpine）及黑色（Black）版本。
2014年，Crye Precision在SHOT Show展出了透過研發了Honey Badger及Masada的Eric Burt加入而研發的SIX12散彈槍。
2014年5月，美國陸軍採用基於天蠍迷彩的天蠍W2，命名為作戰迷彩圖樣（英語：Operation Camouflage Pattern，簡稱OCP），並在2018年10月全面自UCP及OEF-CP換裝成OCP。
當初美國陸軍選用OEF-CP時，Crye Precision曾兩度與Duro Textiles簽訂MultiCam獨家商業及非獨家政府銷售協議，當中條款指明Duro Textiles不可生產任何與MultiCam色板、圖樣等相似的產品。在2014年第二次協議結束後，Duro Textiles開始印製政府專利的天蠍W2迷彩，因此Crye Precision對Duro Textiles展開法律行動，但最終被法院駁回。
2016年，Caleb Crye和Gregg Thompson在田納西州成立了新公司Vantage Arms以生產SIX12。
2020年4月，Crye Precision聯合同樣位於布魯克林造船廠的Lafayette 148生產可重用個人防護裝備，以協助紐約市前線人員應對肺炎疫情。
2020年6月，英國皇家海軍陸戰隊宣佈採用Crye Precision G4戰鬥服為先鋒打擊連的作戰服。

## 產品

#### 服裝
- 戰鬥服：採用Crye Precision專利插入式AIRFLEX關節護具、彈性布料等設計的服裝。當中有一套沾有賓·拉登血跡的AOR-1迷彩NC戰鬥服因為被用在海神之矛行動中，因此被Crye Precision放在公司展示[3]。
  - G1：未來戰士作戰套裝中的戰鬥服。部分區域以500D CORDURA布料加強，護膝高度調節帶外露於戰鬥褲前方雜物袋外。在G2推出前曾有多種款式作測試。
  - G2：首款商業版本的戰鬥服，相比G1戰鬥褲加入了四面彈性布料，護膝高度調節改為褲管內；戰鬥衣排汗布料部分則因美國海軍陸戰隊的指引而改用DRIFIRE阻燃布料。
    - AC：陸軍定製版（英語：Army Custom），為G2系列的正式名稱。
    - NC：海軍定製版（英語：Navy Custom），戰鬥衣與AC無大差異，戰鬥褲相比AC版褲襠改用鈕扣，多個口袋亦加入鈕扣孔，亦可使用更粗的腰帶。主要使用責任區域迷彩（英語：Area of Responsibility，簡稱AOR），亦即海軍工作服二型（NWU Type II）及三型（NWU Type III）的迷彩布料生產。

  - G3：戰鬥衣側面由一整面改為兩條以加強活動性，護肘改為內置式；戰鬥褲加強部分位置，設有腰圍調節，並改用了MultiCam色四面彈性布料。
    - G3 All Weather：全部使用加上耐天候NanoSTX塗層的四面彈性布料生產的全天候戰鬥服。
    - G3 LAC：原為洛杉磯定製版（英語：Los Angeles Custom）。取消了腳踝口袋和衣袖口袋的G3戰鬥服，並僅有海軍藍色，主要面向執法部門市場。
    - G3 LE01：為執法人員設計，保持一定傳統制服外觀的戰鬥褲，在2021年產品目錄中被歸類為G3系列。

  - G4：戰鬥衣側面魔鬼氈改為較軟的MultiCam色魔鬼氈，並重新加入G1中的飛行服式衣袖拉鍊口袋；戰鬥褲改用新的口袋配置，並因新布料已內建一定彈性而取消了G2／G3上額外彈性布料區塊設計。目前全系列僅有MultiCam版本。
    - G4 Standard：從以往50/50 NYCO改為新的VTX Ripstop彈性布料[26][27][28]。
    - G4 Hot Weather：為叢林／旱地環境而設計，加上防蟲束腳帶，改用更輕薄快乾的Polartec Power Dry布料並加上MCS Blocker防潑水及UV塗層的酷熱天氣戰鬥服[29]。
    - G4 Female Fit：為女性用家設計並改用更適合剪裁的女版戰鬥服[30]。
    - G4 Temperate Shell：為低溫環境設計的軟殼戰鬥褲[31]。
- 阻燃戰鬥服：改用阻燃布料的戰鬥服。
  - AC FR：Crye Precision自行使用阻燃布料生產的AC阻燃版。
  - CUSTOM：Crye Precision自行使用阻燃布料生產的G3阻燃定製版，已停產並改為與DRIFIRE合作。
  - G3 FR：Crye Precision與DRIFIRE合作推出，改用DRIFIRE FORTREX阻燃布料的FR版，與DRIFIRE合作的G3 FR常被略稱為「Cryefire」。
  - G4 FR：改用新的COMMANDO阻燃布料生產[27]。由於COMMANDO不像VTX Ripstop般有彈性，因此在生產時會將布料旋轉45度，以提供少量彈性。
- 野戰服：採用內置式AIRFLEX關節護具設計的服裝，野戰衣設有胸前口袋及衣袖口袋，野戰褲則有著與戰鬥褲一樣的口袋配置。包括G1、G2、G3、G4、以及AC、NC定製版。
- 阻燃野戰服：改用阻燃布料的野戰服。細節與阻燃戰鬥服相同。
- 連身服：一系列採用Crye Precision專利上身拉鍊設計，主要基於G3系列的連身服，分別有一般版及阻燃版。
  - FIELDSUIT：連身野戰服。胸前口袋改用拉鍊，加上內建腰圍調節。
  - COMBATSUIT：連身戰鬥服。改用內建腰圍調節及移除四面彈性布料。
  - FLIGHTSUIT：連身飛行服。口袋配置跟一般飛行服相同。
- 外套：各種風衣、軟殼衣、吉利服，以及MultiCam Alpine雪地服。
- 關節護具：用於戰鬥服及野戰服的AIRFLEX護具。
- 授權生產
  - AMP-OCU：澳洲多地形迷彩行動戰鬥服（英語：Australian MultiCam Pattern - Operational Combat Uniform）。由Crye Precision授權澳洲生產，基於G3戰鬥服，戰鬥褲側面口袋改用拉鍊並取消臀部口袋，改用強度更高的布料及MultiCam[32]。另外鄰近的紐西蘭亦採用了類似的戰鬥褲，並配發了AIRFLEX護膝，但未知有否獲取授權。
  - AMCU（英语：Australian Multicam Camouflage Uniform）：澳洲多地形迷彩制服（英語：Australian MultiCam Camouflage Uniform）。由Crye Precision授權澳洲生產，基於AMP-OCU戰鬥服，改用澳洲多地形迷彩，取代DPDU及AMP-OCU[33]。AMCU亦包含野戰服及阻燃服[33][34]。根據澳洲國防部的服裝規定，單獨穿著AMCU戰鬥衣並未能提供足夠的UV防護力，因此只允許士兵在使用攜板背心時方可使用AMCU戰鬥衣。澳洲國防部規定的AMCU穿著方式包括：
    - 穿著規範4A：一般服裝，穿著AMCU野戰服及休閒帽（KFF帽）（英语：Slouch hat）
    - 穿著規範4B：野戰服裝，穿著AMCU野戰服及野戰帽／頭盔，亦允許士兵改為穿著AMCU戰鬥褲
    - 穿著規範4C：戰鬥服裝，穿著AMCU戰鬥服及野戰帽／頭盔，允許士兵依場合選擇是否使用關節護具
    - 穿著規範5A：裝甲戰鬥車（CRV、M113AS4、M88A2）乘員服裝，基本與規範4C一樣
    - 穿著規範5B：裝甲戰鬥車（M1A1）乘員阻燃服裝，穿著AMCU阻燃服、阻燃手套及頭套

#### 裝備
- 攜板背心
  - AC：裝甲機架組（英語：Armor Chassis Assembly）。未來戰士作戰套裝中的攜板背心。曾提供予《變形金剛》劇組作道具[35]。
  - CAC：CAGE裝甲機架（英語：CAGE Armor Chassis），其中CAGE是Crye突擊裝備（英語：Crye Assault GEar）的簡稱。CAC是一套可結合戰術腰帶使用的模組化重型裝甲系統，除一般上半身的前、後、側面，CAC還有腰帶、肩膀、前臂、鼠蹊部及大腿裝甲可添加至系統上。
  - CPC：CAGE攜板背心（英語：CAGE Plate Carrier）。相比CAC系統較為低輪廓，仍提供相當程度的模組化[36]。
    - NCPC：海軍版CPC，主要改用類似JPC的骨架式側圍

  - AVS：自適應背心系統（英語：Adaptive Vest System）。AVS由一系列模組化裝備組成，其中攜板袋、前板、側板袋、側圍、背包等皆可依需求自由配搭[37]。在2019年奈洛比都喜D2酒店襲擊事件中協助搜救的隊員Christian Craighead當時正穿著了AVS背心[38][39]。
  - JPC：可跳傘攜板背心（英語：Jumpable Plate Carrier）。2010年在SHOT Show展出[40]，並於2011年推出。採用氯丁橡膠肩帶、骨架式側圍等設計的輕型攜板背心。
    - NJPC：海軍版JPC，主要改用類似AVS前板的附蓋彈匣袋

  - JPC 2.0：JPC的模組化版本。在2015年SHOT Show展出。改用了AVS的前板及拉鏈後板系統，亦可與市面上的可拆式胸掛系統（如SwiftClip、QASM等）相容。分別有為一般SAPI（英语：Small Arms Protective Insert）設計的JPC 2.0、為加大活動範圍的「游泳抗彈板」（英語：Swimmer Plate）設計的JPC 2.0 Swimmer Cut、以及為加快排水而改用網布製作的水際版JPC 2.0 Maritime及JPC 2.0 Maritime Swimmer Cut。
  - EK：在2013年推出，使用第一代AirLite專利層壓布料製作的一系列極輕量化攜板背心。包括為SAPI（英语：Small Arms Protective Insert）設計的EK01／EK02，及為游泳抗彈板設計的EK03／EK04，當中EK01及EK03的側圍為簡單的一條織帶配插扣，EK02及EK04則在兩側加上了側板袋[41]。此外，由於背心上不設有魔鬼氈，因此Crye Precision亦推出了EK系列及LV-MBAV用的AirLite胸掛[42]。
  - SPC：結構性攜板背心（英語：Structural Plate Carrier），產品編號為延續自EK背心系列的ALT-EK5。基本設計與JPC 2.0一樣，改用減重30%的新款AirLite專利層壓布料製作，以在保持JPC的輕量化的同時提供與AVS及CPC相當的負重能力。分別有為SAPI設計的SPC及為游泳抗彈板設計的SPC Swimmer。
  - StKSS：結構性動力承重系統（英語：Structural Kinetic Support System）。StKSS是一套Crye Precision專利系統，利用左右各一套StKSS把攜板背心與腰帶結合，將背心的重量分散到腰部，減輕尤其是使用如CPC、AVS等重型背心用家的負擔。StKSS分別有為CPC及AVS設計，而CAC可透過轉接板使用CPC的StKSS。在2018年亦展出了SPC的StKSS，但尚未正式推出。
  - 背心配件
- 隱蔽式抗彈背心
  - LV-RBAV：被USSOCOM採用，可添加RBAV軟式內襯的隱蔽式攜板背心。
  - LV-MBAV：被USSOCOM採用，可添加MBAV軟式內襯的隱蔽式攜板背心。
  - LVS：隱蔽式IIIA級抗彈背心，分別有一般版LVS及加大活動範圍的LVS Patrol Cut。可依需求額外加上隱蔽硬式抗彈板、側板，以及依環境加上不同的背心外罩[43]。
  - MPC：極簡攜板背心（英語：Minimalist Plate Carrier）。設有雷射切割MOLLE及魔鬼氈，以及彈性側圍。原定2019年推出[44]。
- 頭盔：AirFrame防破片頭盔及AirFrame ATX抗彈頭盔，以及AirFrame的ARC導軌、附加護片、頭盔罩等配件。
- 腰帶：包括各種戰術腰帶及內外腰帶系統。部分腰帶可結合StKSS使用。
- 背包

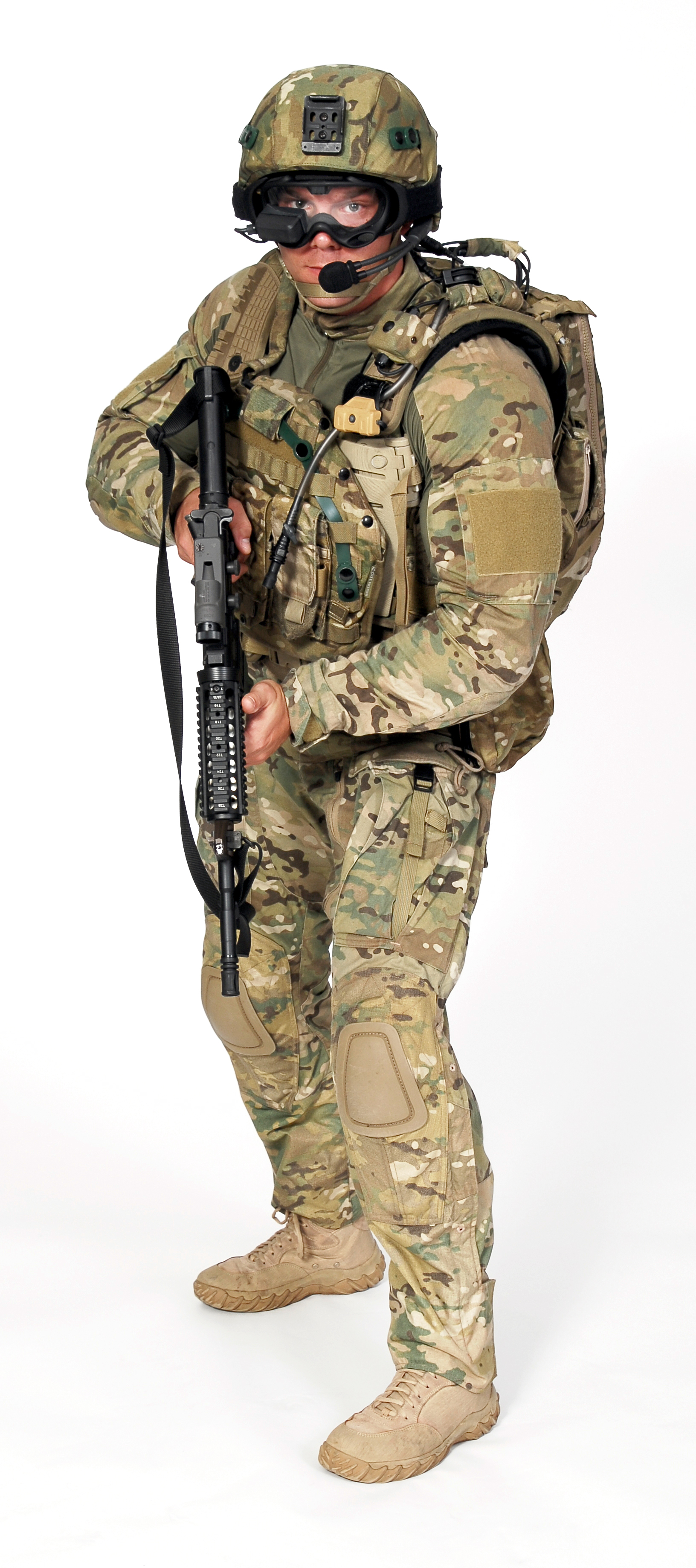
作為未來戰士系統一部分的G1戰鬥服
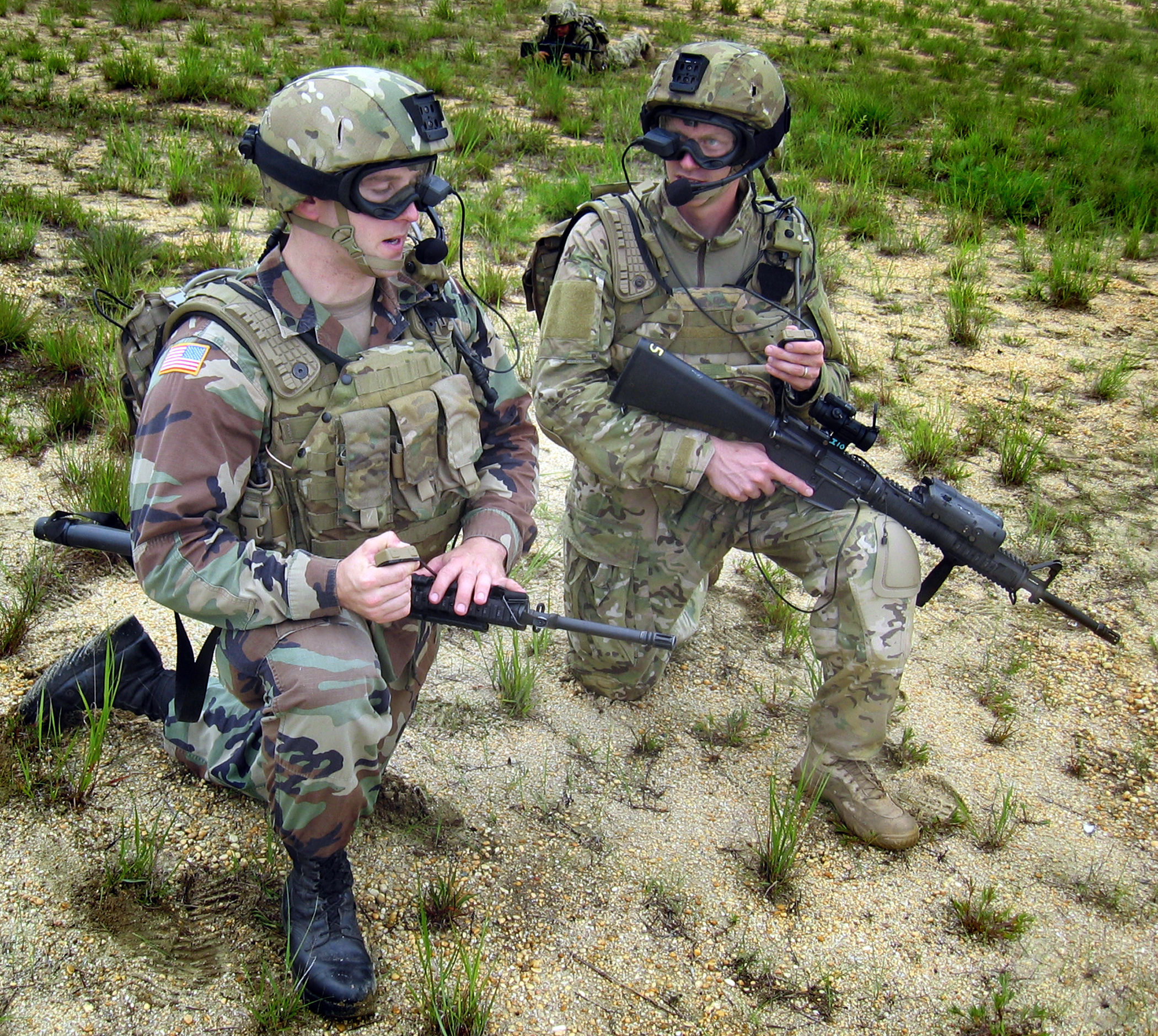
未來戰士系統測試中穿著裝甲機架組的士兵，其中右方士兵亦穿著了G1戰鬥服
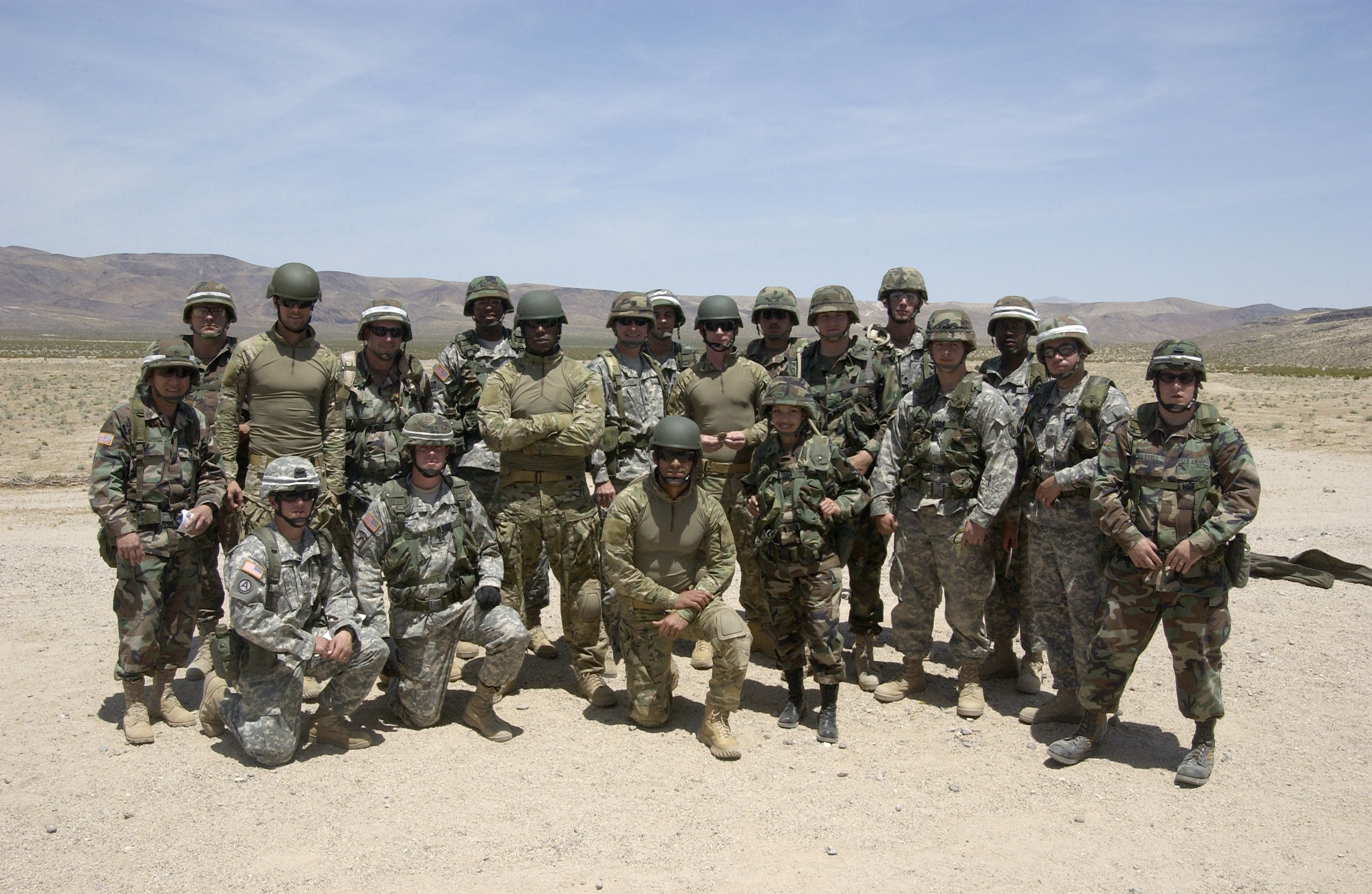
《變形金剛》的四名演員與國家訓練中心支援大隊士兵的合照，四名演員皆穿著了Crye Precision提供的G1戰鬥服
身穿AC戰鬥服的美國特種部隊隊員
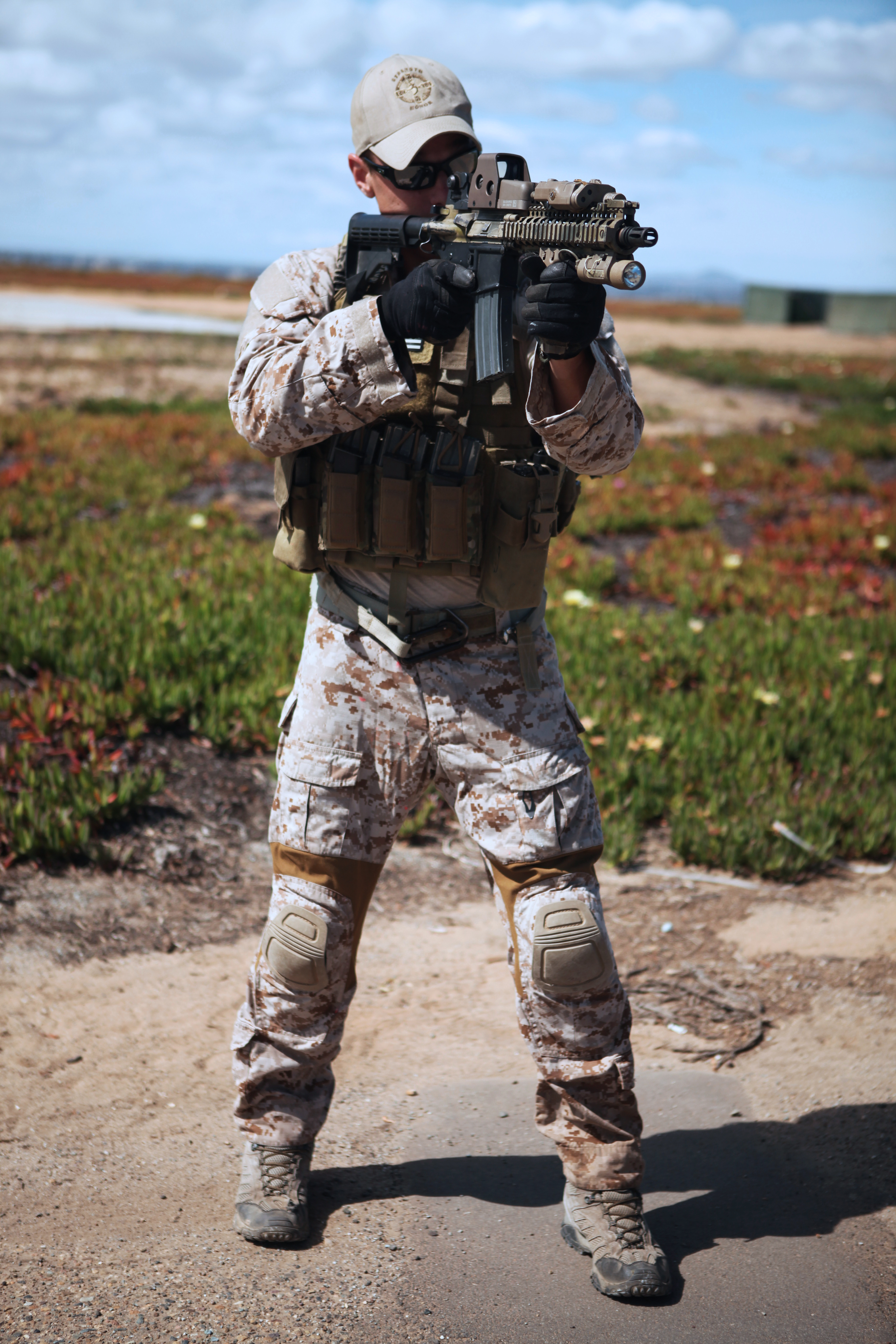
身穿AOR-1迷彩NC戰鬥服的海豹部隊隊員
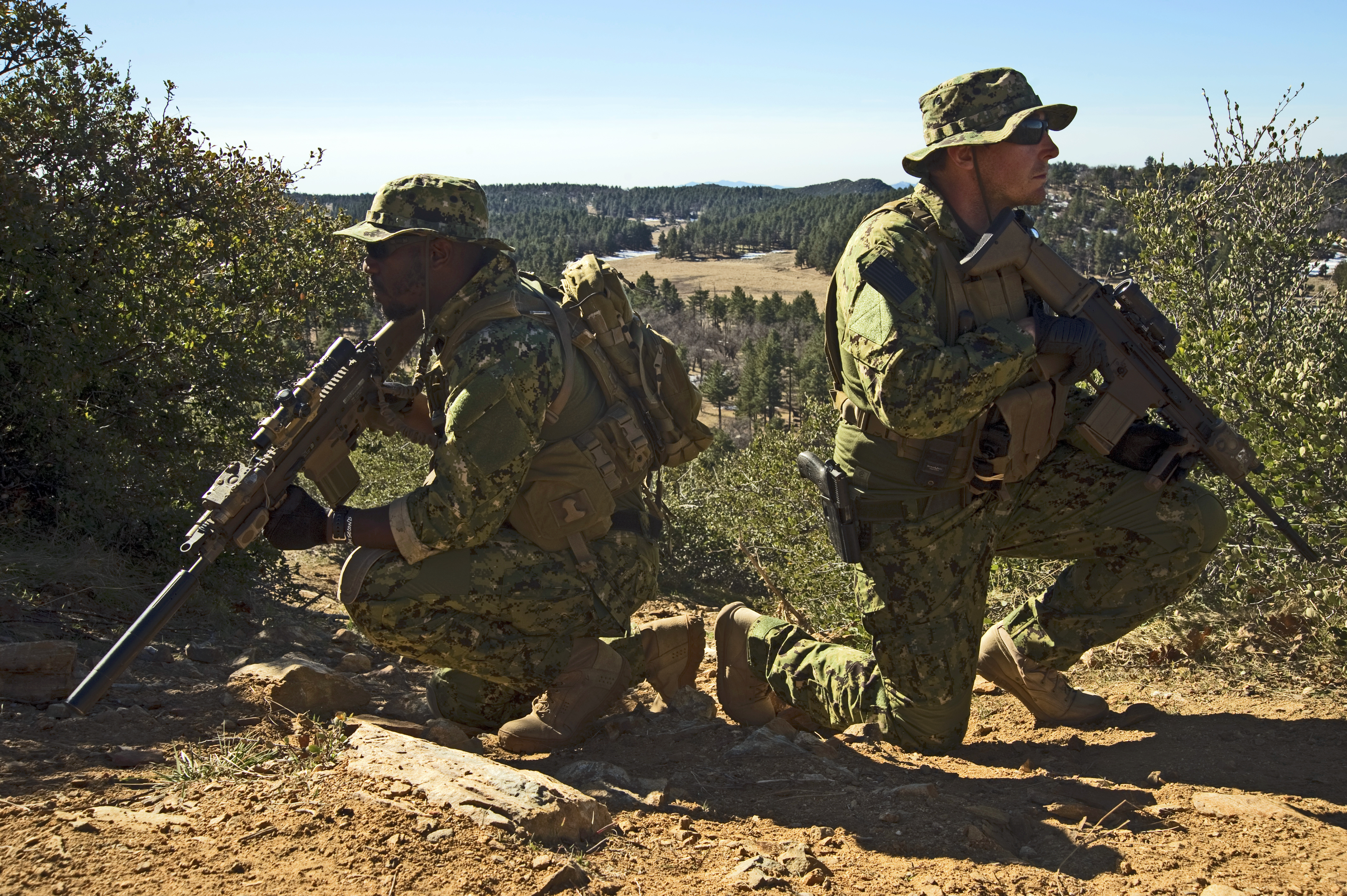
身穿AOR-2迷彩NC戰鬥服的海豹部隊隊員
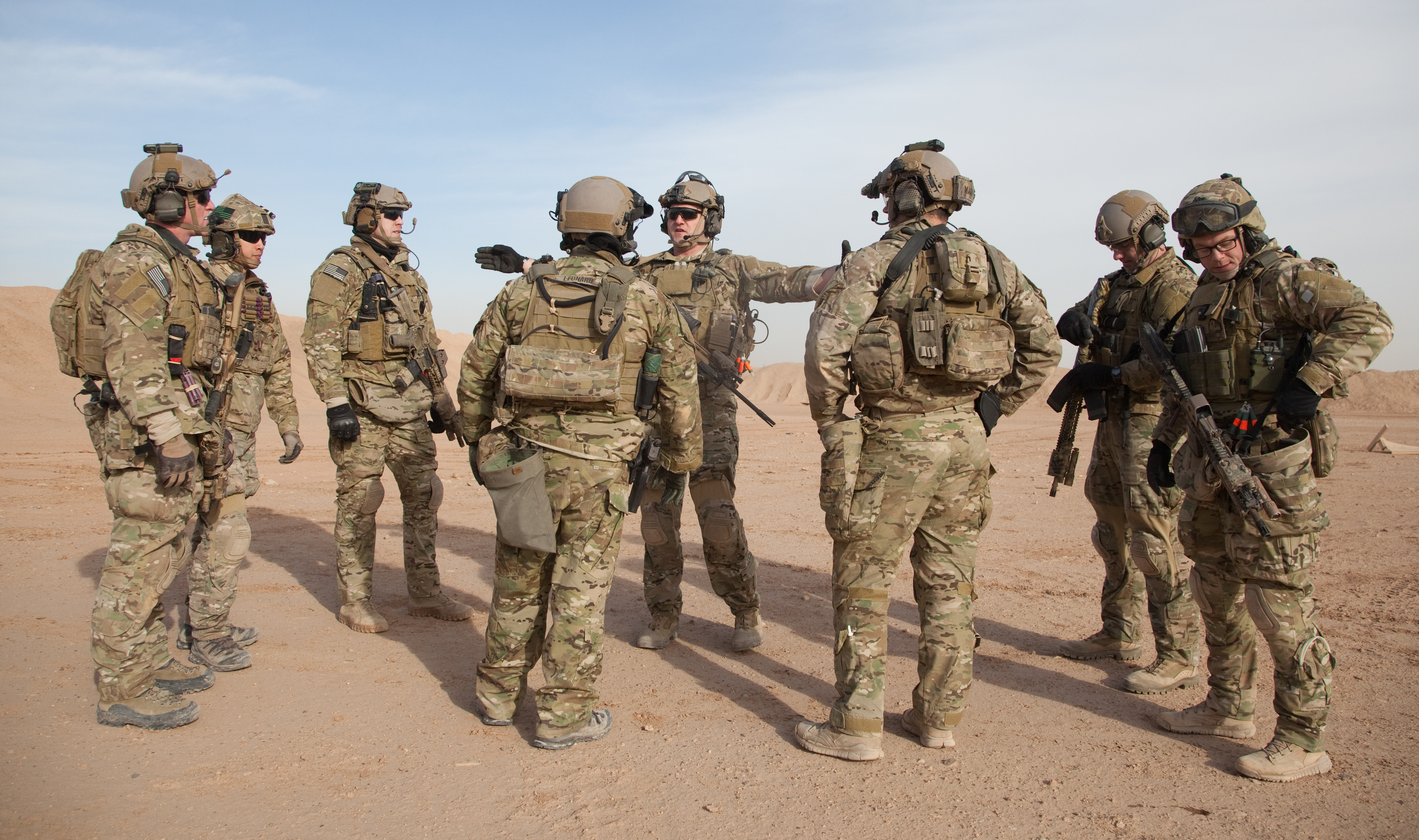
在訓練中分別身穿AC、G3戰鬥褲、AC野戰褲及AC、G3野戰衣的士兵
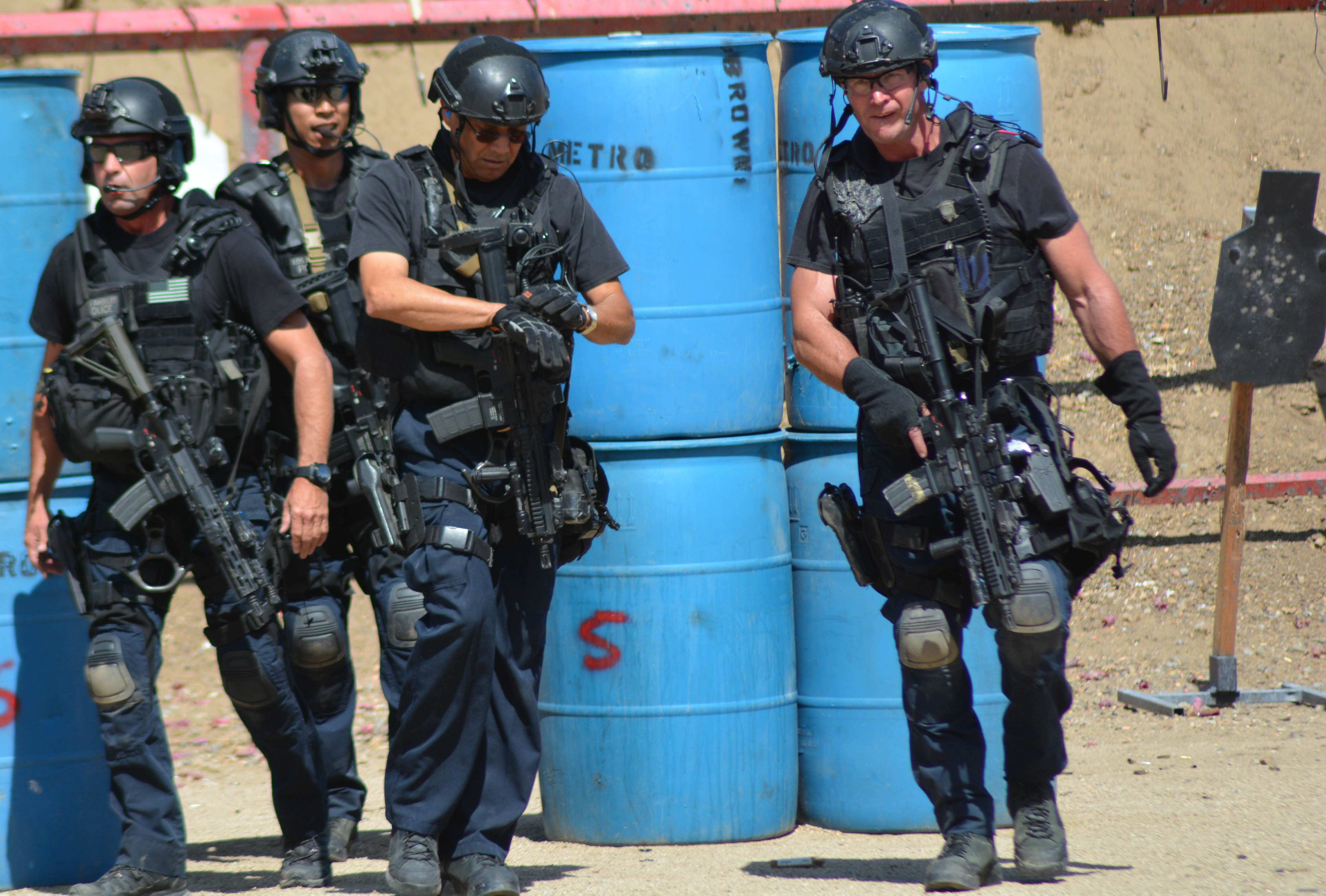
在訓練中穿著G3 LAC戰鬥褲的洛杉磯警察局特種武器和戰術部隊
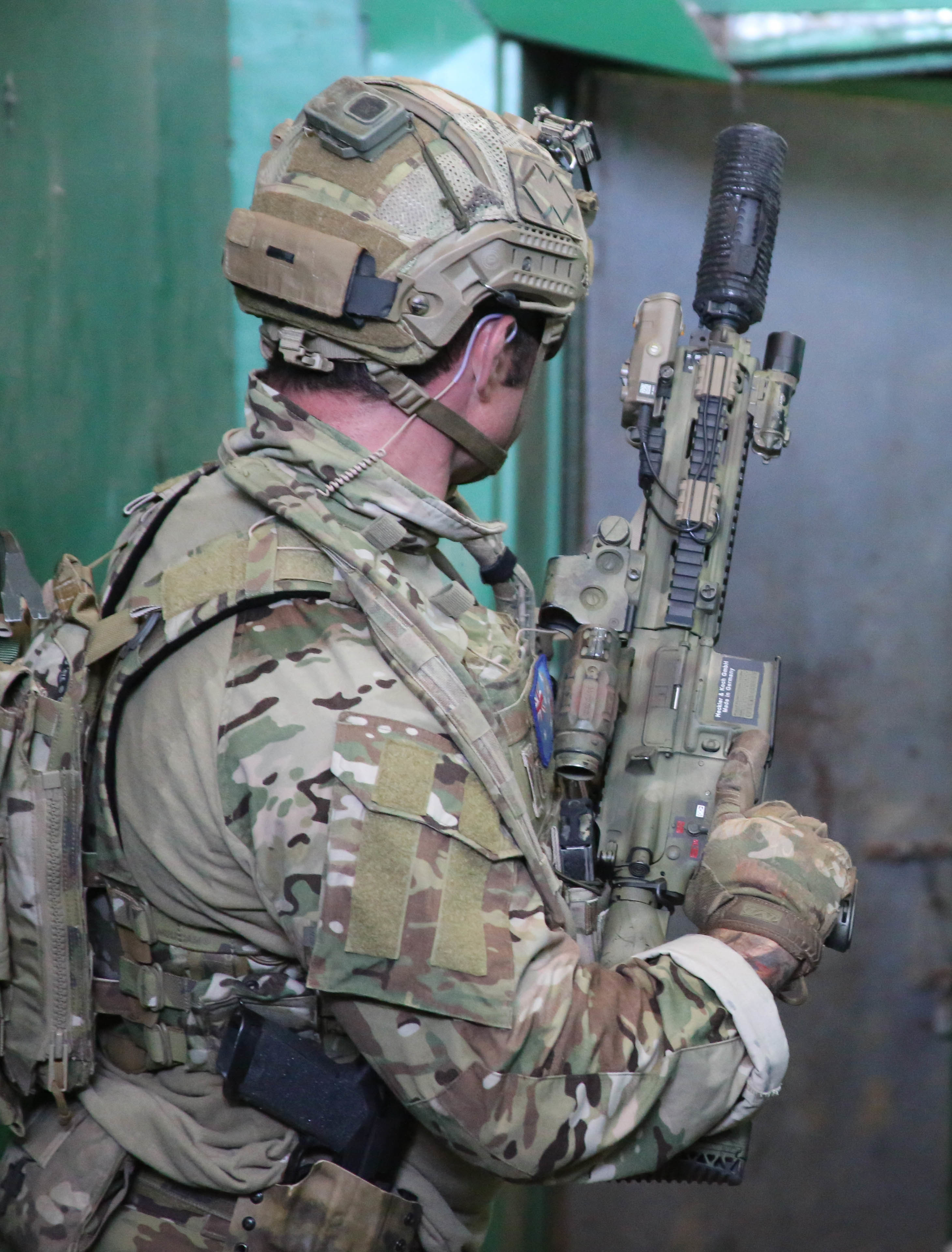
佩帶AirFrame、身穿G3戰鬥服及AVS背心的澳洲陸軍第2突擊團隊員
穿著AMP-OCU的澳洲陸軍士兵
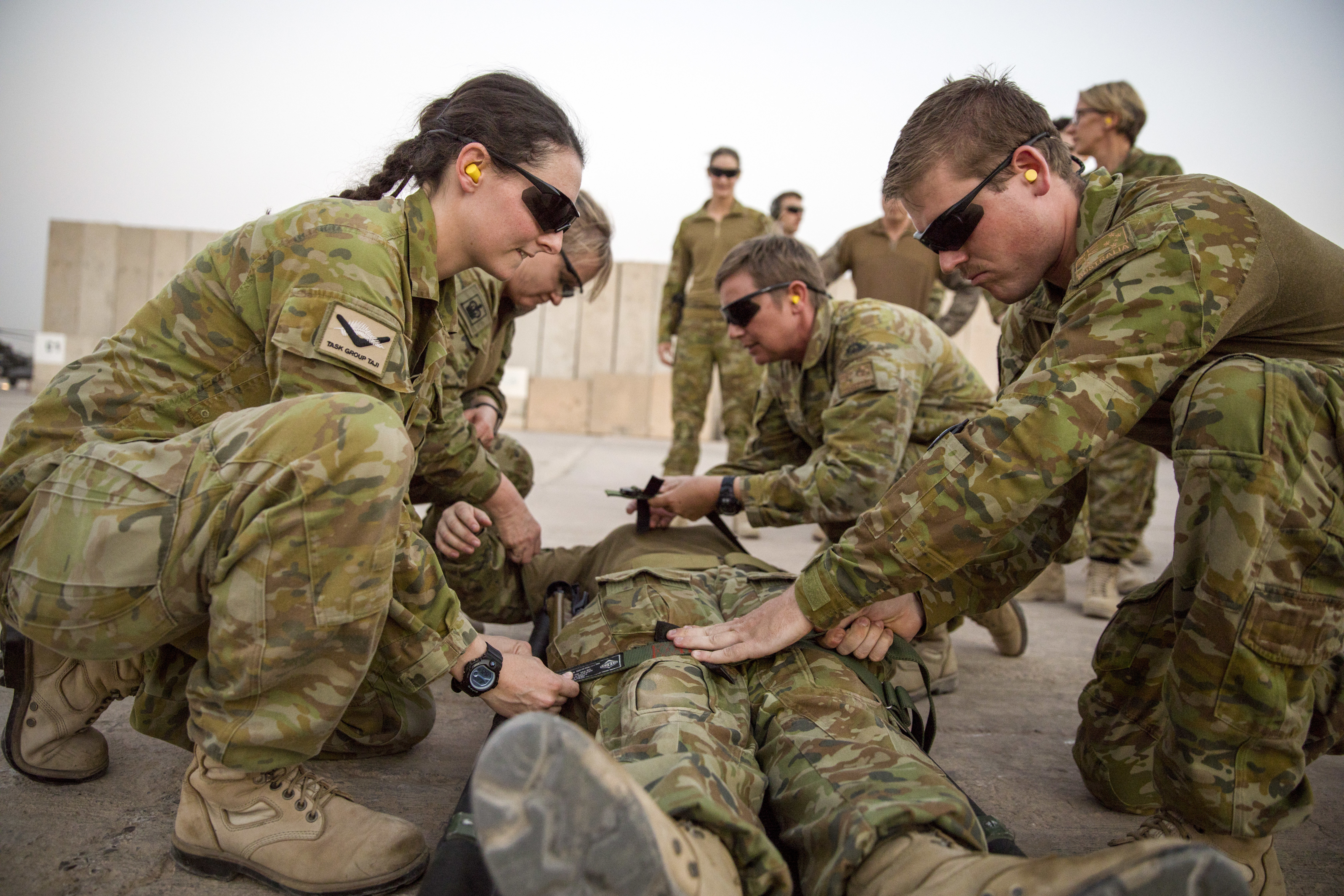
正進行救傷訓練的澳洲陸軍士兵，分別穿著了AMCU野戰服（穿著規範4B，左1及右2）及AMCU戰鬥服（穿著規範4C，左2、右1、中間及後方）
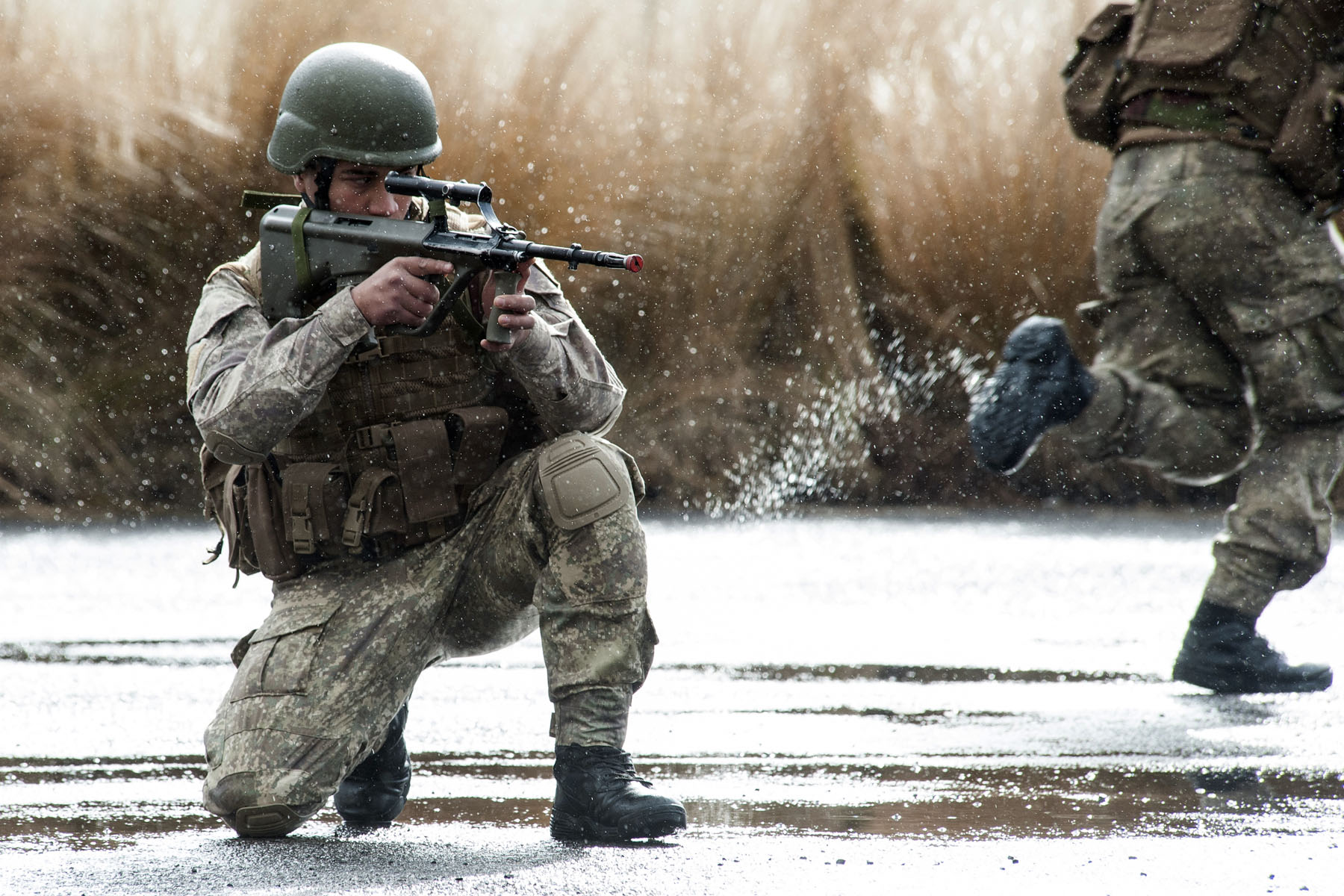
紐西蘭國防軍自2013年起使用的MCU制服，包括類似G3的戰鬥褲，並使用了AIRFLEX護膝。此制服將在2023年前被NZMTP取代
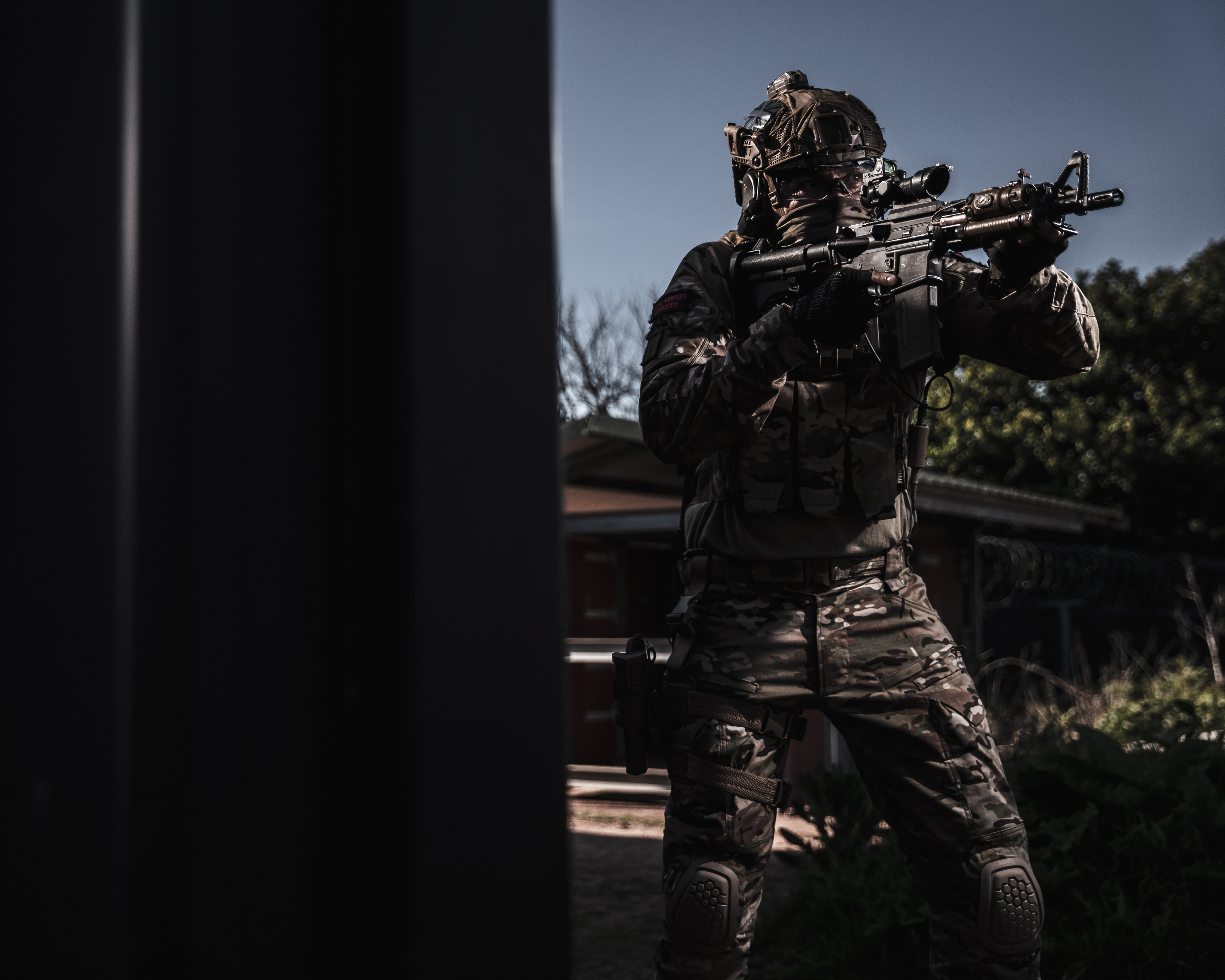
英國皇家海軍陸戰隊採用的G4戰鬥服

#### 其他
- SDNY：「保持紐約社交距離（英語：Social Distancing New York）」主題產品，包括非醫療可重用口罩及服裝
- 服裝
- MultiCam系列：自天蠍迷彩發展的迷彩系列。包括MultiCam、Arid、Tropic、Alpine、Black。當中MultiCam Black並無任何偽裝能力，用途僅為執法部門在行動中展示權威
  - 多地形圖樣（MTP）：為英國設計，採用類似擾亂性圖樣（DPM）（英语：Disruptive Pattern Material）的色塊形狀，並採用MultiCam色版的迷彩
  - 紐西蘭多地形圖樣（NZMTP）：基於英國的MTP。作為士兵現代化計劃的一環，2020年起取代原有的多地形迷彩制服（英語：Multi-terrain Camouflage Uniform，簡稱MCU，此處所指的多地形迷彩並非MultiCam，而是沙漠色調的數位迷彩）[45]
  - 澳洲多地形迷彩（AMC）：為澳洲設計，採用類似擾亂性圖樣迷彩（DPC）（英语：Disruptive Pattern Camouflage Uniform）色版，並採用MultiCam色塊形狀的迷彩[46]；另外有採用藍／灰色的迷彩，被用於澳洲皇家空軍的通用制服（英語：General Purpose Uniform，簡稱GPU）[47]
- SIX12

## 外部連結
- Crye Associates官方網站 （页面存档备份，存于）
- Lineweight官方網站 （页面存档备份，存于）——Lineweight為Crye Precision的專利管理公司
- MultiCam官方網站 （页面存档备份，存于）
- SIX12官方網站 （页面存档备份，存于）

## 資料來源
1. ↑  . Police1. 2019-10-29  [2020-12-18]. （原始内容存档于2020-12-01） （美国英语）.
2. 1 2  . cooper.edu. 2013-03-06  [2020-12-18]. （原始内容存档于2020-12-30） （美国英语）.
3. 1 2 3 4  Lisa M. Collins. . The Bridge. 2017-08-21  [2020-12-18]. （原始内容存档于2020-11-12） （美国英语）.
4. ↑  aac. . DEVTSIX. 2020-09-13  [2020-12-18]. （原始内容存档于2021-04-18） （美国英语）.
5. 1 2 3 4  . Soldier Systems Daily. 2014-05-23  [2020-12-18]. （原始内容存档于2021-01-20） （美国英语）.
6. ↑  . brooklynnavyyard.org.   [2020-12-18]. （原始内容存档于2020-09-21） （美国英语）.
7. ↑  David Crane. . DefenseReview.com. 2004-07-11  [2020-12-19]. （原始内容存档于2020-10-27） （美国英语）.
8. 1 2 3 4 5  . Military Times. 2017-08-08  [2020-12-18]. （原始内容存档于2021-04-18） （美国英语）.
9. 1 2  Amy Bushatz; Matthew Cox. . Military.com. 2014-03-11  [2020-12-18]. （原始内容存档于2020-11-12） （英语）.
10. ↑  . 2009-12-20  [2020-12-18]. （原始内容存档于2020-12-21） （英国英语）.
11. ↑  . Soldier Systems Daily. 2009-12-18  [2020-12-25]. （原始内容存档于2020-12-21） （美国英语）.
12. ↑  . Soldier Systems Daily. 2010-11-19  [2020-12-25]. （原始内容存档于2020-11-26） （美国英语）.
13. ↑  . Soldier Systems Daily. 2011-05-30  [2020-12-25]. （原始内容存档于2015-03-18） （美国英语）.
14. ↑  Max Blenkin; AAP Defence Correspondent. . The Sydney Morning Herald. 2011-05-30  [2021-02-23]. （原始内容存档于2021-04-18） （英语）.
15. ↑  . Soldier Systems Daily. 2013-11-26  [2020-12-25]. （原始内容存档于2020-11-11） （美国英语）.
16. ↑  Steve Johnson. . The Firearm Blog. 2014-01-16  [2020-12-18]. （原始内容存档于2020-09-24） （美国英语）.
17. ↑  Cox, Matthew. . Military.com. 2014-05-23  [2020-12-18]. （原始内容存档于2020-11-12） （英语）.
18. ↑  . Soldier Systems Daily. 2014-05-23  [2020-12-18]. （原始内容存档于2020-10-27） （美国英语）.
19. ↑  . Military.com. 2015-05-04  [2020-12-18]. （原始内容存档于2018-08-14） （英语）.
20. ↑  . Soldier Systems Daily. 2016-04-26  [2020-12-29]. （原始内容存档于2019-09-10） （美国英语）.
21. ↑  Pamela Chestek. . Property, intangible. 2016-05-03  [2020-12-29]. （原始内容存档于2020-11-25） （美国英语）.
22. ↑  . Soldier Systems Daily. 2016-08-30  [2020-12-25]. （原始内容存档于2017-01-17） （美国英语）.
23. ↑  Kristine Garcia. . WPIX. 2020-04-06  [2020-12-18]. （原始内容存档于2020-10-27） （美国英语）.
24. ↑  News 12 Staff. . News 12 - Brooklyn. 2020-04-06  [2020-12-18] （美国英语）.
25. ↑  . www.royalnavy.mod.uk.   [2020-12-18]. （原始内容存档于2020-11-02） （英语）.
26. ↑  RECOILtv. . Recoil. 2019-01-25  [2020-12-23]. （原始内容存档于2019-01-26） （美国英语）.
27. 1 2  . www.armyrecognition.com. 2018-05-23  [2020-12-23]. （原始内容存档于2020-10-28）.
28. ↑  . www.cordura.com. 2018-01-22  [2021-01-04]. （原始内容存档于2020-11-24） （美国英语）.
29. ↑  . www.innovationintextiles.com. 2018-12-06  [2020-12-23]. （原始内容存档于2020-12-10）.
30. ↑  . 2020-12-21  [2020-12-23]. （原始内容存档于2020-12-21） （美国英语）.
31. ↑  . Soldier Systems Daily. 2021-02-22  [2021-02-24]. （原始内容存档于2021-04-18） （美国英语）.
32. ↑   (PDF). Multicam now Aus-made. 1294. 2012-11-08: 7  [2021-02-23]. （原始内容 (pdf)存档于2021-04-18） （英语）.
33. 1 2  . Soldier Systems Daily. 2014-09-22  [2021-02-23]. （原始内容存档于2021-04-18） （美国英语）.
34. ↑  Army Ceremonial.  (PDF). 澳洲國防部國防出版圖書館及信息服務: 322–332. 2020-12-18  [2021-02-23]. （原始内容 (pdf)存档于2021-03-26） （英语）.
35. ↑  . popularairsoft.com. 2012-05-22  [2020-12-27]. （原始内容存档于2017-04-19） （美国英语）.
36. ↑  . Soldier Systems Daily. 2010-01-04  [2020-12-25]. （原始内容存档于2020-01-05） （美国英语）.
37. ↑  . Soldier Systems Daily. 2013-04-09  [2020-12-25]. （原始内容存档于2018-05-18） （美国英语）.
38. ↑  Lucy Fisher; Krista Mahr; Jerome Starkey; Eman El-Sherbiny. . 2019-01-16  [2020-12-24]. ISSN 0140-0460. （原始内容存档于2020-12-04） （英语）.
39. ↑  . The Reptile House. 2019-01-16  [2020-12-24]. （原始内容存档于2020-11-12） （英语）.
40. ↑  . Soldier Systems Daily. 2010-01-21  [2021-07-08]. （原始内容存档于2021-07-11） （美国英语）.
41. ↑  David Crane. . DefenseReview.com. 2013-12-14  [2020-12-27]. （原始内容存档于2020-11-27） （美国英语）.
42. ↑  . Soldier Systems Daily. 2013-11-17  [2020-12-27]. （原始内容存档于2017-06-11） （美国英语）.
43. ↑  . Soldier Systems Daily. 2016-01-23  [2020-12-27]. （原始内容存档于2021-01-07） （美国英语）.
44. ↑  . Soldier Systems Daily. 2019-02-05  [2020-12-29]. （原始内容存档于2020-02-02） （美国英语）.
45. ↑  . New Zealand Defence Force.   [2021-02-10]. （原始内容存档于2021-04-18） （英语）.
46. ↑  . Soldier Systems Daily. 2014-06-24  [2021-02-23]. （原始内容存档于2021-04-18） （美国英语）.
47. ↑  . Soldier Systems Daily. 2013-10-09  [2021-02-23]. （原始内容存档于2021-04-18） （美国英语）.

40°41′55″N 73°58′31″W / 40.698646°N 73.975273°W